# Gloria Morgan Vanderbilt
Gloria Morgan Vanderbilt (nata Maria Mercedes Morgan; Lucerna, 23 agosto 1904 – Los Angeles, 13 febbraio 1965) è stata una socialite statunitense meglio nota come madre della stilista Gloria Vanderbilt e nonna materna del giornalista televisivo Anderson Cooper. Fu una figura centrale nel caso Vanderbilt vs. Whitney, uno dei più sensazionali processi di custodia americani nel XX secolo. La sorella gemella, Thelma Furness, viscontessa Furness, fu amante del futuro Edoardo VIII del Regno Unito.

## Biografia
Nata al Grand Hotel National, era la figlia di Henry Hays Morgan, Sr., e della sua seconda moglie, Laura Delphine Kilpatrick. Suo padre era un diplomatico americano, che prestò servizio negli Stati Uniti console generale a Buenos Aires, Berlino, Amsterdam, L'Avana e Bruxelles. La coppia divorziò nel 1927.
Suo nonno materno, Judson Kilpatrick, era un generale dell'esercito dell'Unione durante la guerra civile americana e anche ministro degli Stati Uniti in Cile. Sua nonna materna, Luisa Kilpatrick, nata Valdivieso Araoz, proveniva da una ricca famiglia cilena emigrata dalla Spagna nel XVII secolo. Sua sorella gemella, Thelma, viscontessa Furness, era stata l'amante del futuro Edoardo VIII.
Gloria venne educata dalle governanti e dai conventi in Europa, nonché a New York, dove ha frequentato il Convento Cattolico del Sacro Cuore, la Skerton Finishing School e la Miss Nightingale's School. Nell'ottobre del 1921, con il permesso del padre, Gloria e sua sorella Thelma, finirono la scuola e si trasferirono da sole in un appartamento al 40 Fifth Avenue. Le sorelle avevano alcuni ruoli secondari nei film muti, usando i nomi Gloria e Thelma Rochelle. Il loro debutto fu come comparse nel film di Marion Davies del 1922 The Young Diana. 
Conosciute come "The Magnificent Morgans", Gloria e Thelma Morgan erano molto popolari in società, anche da adolescenti.

## Matrimonio
Il 6 marzo 1923, a New York, nella casa di città degli amici, Gloria Morgan - che aveva ricevuto il consenso legale di suo padre per sposarsi - divenne la seconda moglie di Reginald Claypoole Vanderbilt. La coppia ebbe una figlia:
- Gloria Laura (20 febbraio 1924-17 giugno 2019), sposò in prime nozze Pasquale DiCicco, in seconde nozze il direttore d'orchestra Leopold Stokowski, in terze nozze Sidney Arthur Lumet e in quarte nozze Wyatt Emory Cooper.

Reginald morì il 4 settembre 1925 per quello che fu descritto nelle notizie come "un'infezione alla gola che aveva causato emorragie interne". Dopo la sua morte, la sua giovane vedova divenne l'amministratore di un trust di $ 2,5 milioni lasciato alla figlia, Gloria, e trascorse la maggior parte dei sei anni successivi a Parigi, Biarritz e Londra, con sua madre e sua figlia e spesso in compagnia delle sue sorelle e dei suoi fratelli, che vivevano tutti in Francia e in Inghilterra con i rispettivi coniugi.
Le condizioni della volontà di Vanderbilt e la custodia della loro figlia, tuttavia, erano complicate dalla convinzione generale che la sua vedova non avesse raggiunto la maggiore età legale, il che significava che lei stessa aveva bisogno di un tutore. Gloria credeva di avere 20 anni, piuttosto che 21, perché sua madre aveva da tempo dichiarato che l'anno di nascita dei gemelli fosse il 1905 anziché il 1904. La discrepanza è stata scoperta dopo un esame dei passaporti e del suo certificato di nascita durante il processo di custodia nel 1934. 

### Processo per la custodia
Influenzati dai rapporti degli investigatori privati, dei familiari e da Laura Morgan, i membri della famiglia Vanderbilt arrivarono a credere che Gloria fosse una cattiva influenza su sua figlia. Scoppiò una battaglia per l'affidamento che fece notizia nel 1934. A seguito di una grande quantità di prove ammesse al processo, le accuse scandalose dello stile di vita di Gloria - inclusa una presunta relazione lesbica con Nadežda de Torby, marchesa di Milford Haven, e un breve fidanzamento con Goffredo di Hohenlohe-Langenburg - alimentarono i giornali di gossip.
Gloria perse la custodia di sua figlia a favore di sua cognata Gertrude. Le fu permesso di vedere la giovane Gloria nei fine settimana a New York. La corte la rimosse come amministratore del fondo fiduciario di sua figlia, il cui reddito degli investimenti annuale era stata la sua unica fonte di sostegno. Due anni dopo, la questione della custodia fu riaperta, dandole un'altra possibilità per ottenere nuovamente la custodia di sua figlia. Questa volta, il caso è stato portato dinanzi alla Corte suprema degli Stati Uniti. Il tribunale rifiutò di ascoltare la questione e ancora una volta il caso fu portato alla Corte Suprema dello Stato di New York. Il risultato fu un accordo sul fatto che Gloria avrebbe trascorso più tempo con sua madre di quanto non fosse stato concesso in precedenza. Nel 1946, la vedova era di nuovo su tutti i giornali quando sua figlia annunciò che non avrebbe più pagato alla madre un assegno annuale di $ 21.000. Sostenendo che sua madre era in grado di lavorare e lo aveva fatto in passato, la giovane Gloria dichiarò che l'indennità annuale sarebbe stata ora assegnata a un ente di beneficenza per bambini ciechi e affamati.

## Morte
Dagli anni '40 fino alla loro morte, Gloria e sua sorella Thelma vissero insieme a New York e a Los Angeles. Scrissero un doppio libro di memorie chiamato Double Exposure: A Twin Autobiography (D McKay, 1958).
Morì il 13 febbraio 1965 di cancro e fu sepolta nel cimitero di Holy Cross a Culver City.